# 置賜駅
置賜駅（おいたまえき）は、山形県米沢市大字浅川字狐塚（きつねづか）にある、東日本旅客鉄道（JR東日本）奥羽本線の駅である。「山形線」の愛称区間に含まれている。

## 歴史
- 1917年（大正6年）12月20日：開業[2][3]。
- 1960年（昭和35年）12月20日：貨物の取り扱いを廃止[2]。
- 1975年（昭和50年）2月3日：荷物の扱いを廃止[2]。駅員無配置駅となり[3][4]、簡易委託化[5]。
- 1982年（昭和57年）：海上コンテナを改造した駅舎に改築される[6]。
- 1987年（昭和62年）4月1日：国鉄分割民営化により、東日本旅客鉄道の駅となる[2]。
- 2024年（令和6年）10月1日：えきねっとQチケのサービスを開始[1][7]。

## 駅構造
島式ホーム1面2線を有する地上駅である。かつては2面3線であり、使用されなくなった単式ホームが残っている（跨線橋は当該部分が封鎖されている）。一線スルーとなっており、列車の行き違いがない場合は両方向の列車とも、1番線から発着する。駅舎とホームは跨線橋で連絡している。
米沢駅管理の無人駅で、簡易駅舎を備える。乗車駅証明書発行機が設置されている。かつては簡易委託駅で、駅舎内で近距離の乗車券を販売していたが、簡易委託廃止後は出札口は閉鎖されている。

### のりば
| 番線 | 路線    | 方向 | 行先           |
| ---- | ------- | ---- | -------------- |
| 1・2 | ■山形線 | 上り | 福島方面       |
| 1・2 | ■山形線 | 下り | 山形・新庄方面 |

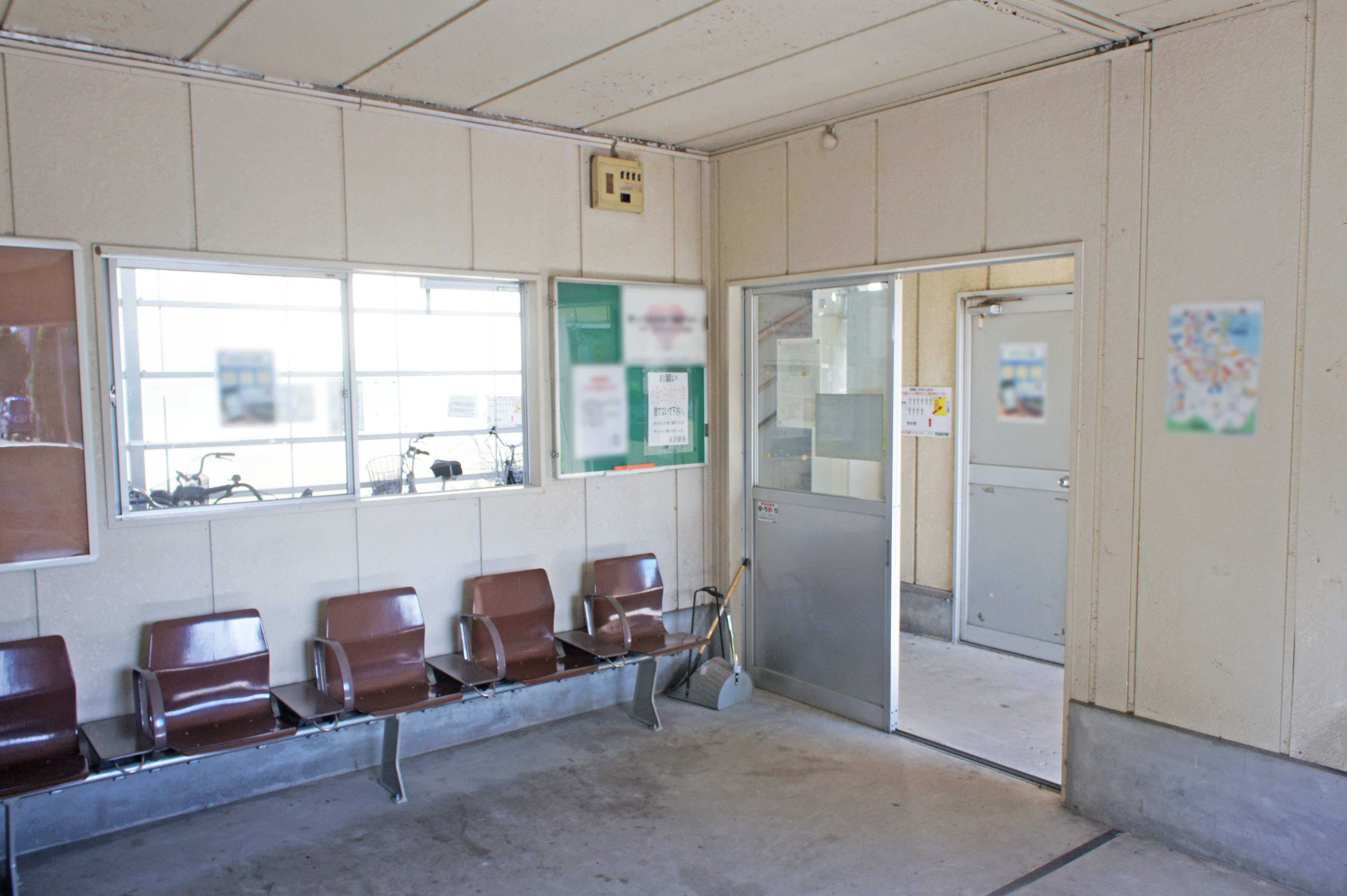
待合室（2022年8月）
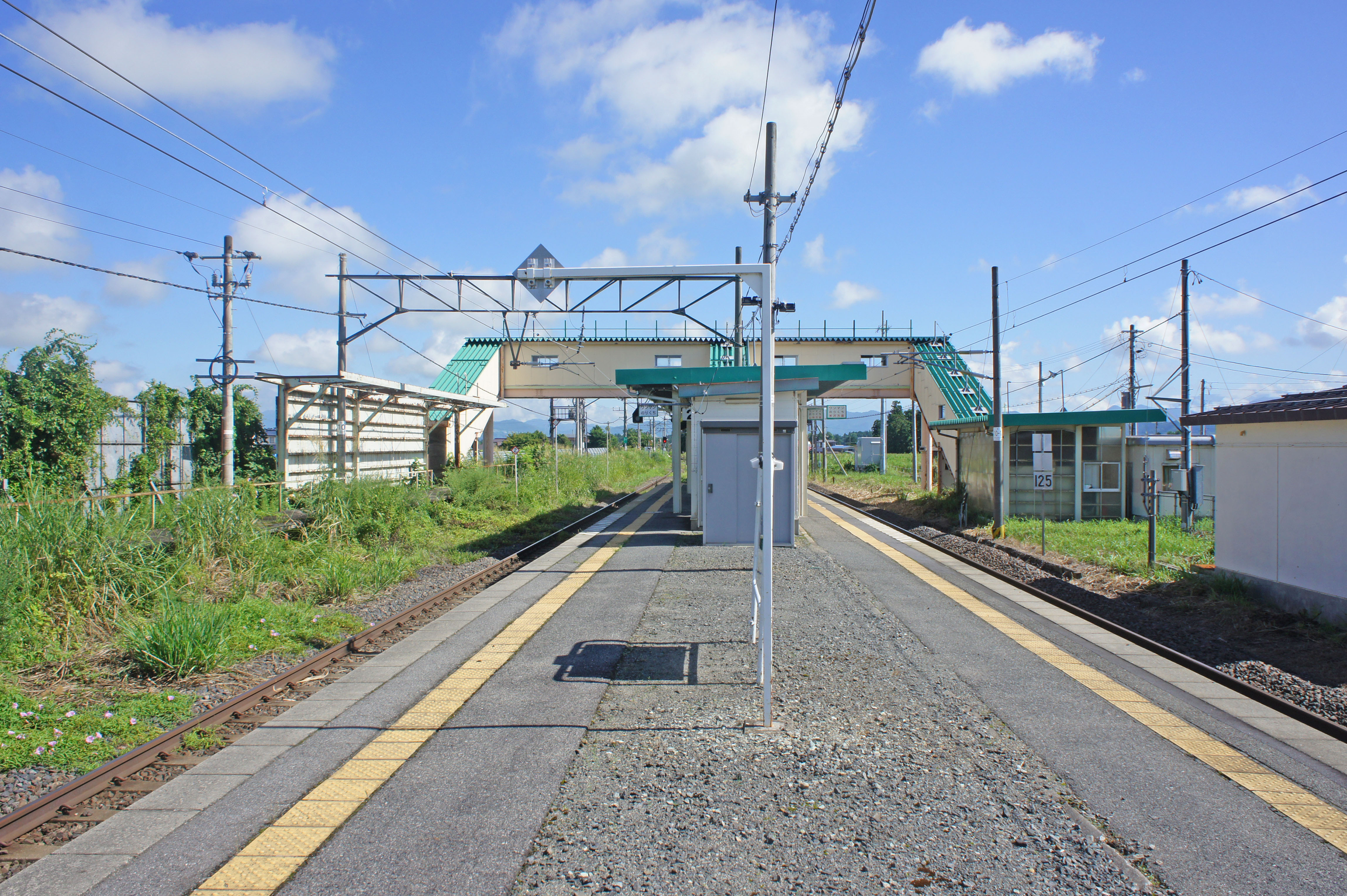
ホーム（2022年8月）

## 利用状況
「山形県の鉄道輸送」によると、2000年度（平成12年度）- 2004年度（平成16年度）の1日平均乗車人員の推移は以下のとおりであった。
| 乗車人員推移       | 乗車人員推移     | 乗車人員推移 |
| 年度               | 1日平均 乗車人員 | 出典         |
| ------------------ | ---------------- | ------------ |
| 2000年（平成12年） | 37               | [ 9 ]        |
| 2001年（平成13年） | 45               | [ 9 ]        |
| 2002年（平成14年） | 49               | [ 9 ]        |
| 2003年（平成15年） | 49               | [ 9 ]        |
| 2004年（平成16年） | 51               | [ 9 ]        |

## 駅周辺
周囲に民家は少ない。
- 最上川
- 置賜学院（少年院）
- 学校法人音羽学園 米沢調理師専門学校
- 戸塚山幼稚園
- 窪田郵便局
- 千眼寺 米沢藩重臣 色部家菩提寺 色部長門墓

## 隣の駅
東日本旅客鉄道（JR東日本）
■奥羽本線（山形線）
米沢駅 - 置賜駅 - 高畠駅